# Bregma
Il termine bregma definisce il punto anatomico sul cranio di incrocio tra la sutura coronale e sagittale.

## Etimologia
Il termine deriva direttamente dalla lingua greca bregma, indicante la parte superiore della testa.

## Localizzazione
Il bregma si trova all'incrocio della sutura coronale e la sutura sagittale sulla porzione superiore centrale della volta cranica. È il punto anatomico in cui l'osso frontale e le ossa parietali si incontrano.

## Sviluppo
Nel neonato e nell'infante il bregma è noto come fontanella anteriore. La fontanella anteriore è una struttura membranosa che tende a chiudersi entro i 4-26 mesi di vita.

## Importanza clinica
Nella malattia congenita nota come disostosi cleidocranica, la fontanella anteriore non si chiude per formare il bregma.

Il bregma viene spesso utilizzato come punto di riferimento nel corso della chirurgia stereotassica del cervello.

Il bregma è un punto di riferimento nella antropologia per la misurazione del cranio.

La valutazione clinica di un infante deve sempre comprendere la palpazione della fontanella anteriore. Una fontanella affondata indica infatti disidratazione, mentre una molto tesa od un rigonfiamento della fontanella anteriore indicano un aumento della pressione intracranica.